# Musique folk-pop assyrienne
 (novembre 2019).
Le contenu est difficilement compréhensible vu les erreurs de traduction, qui sont peut-être dues à l'utilisation d'un logiciel de traduction automatique.
La musique folk-pop assyrienne, aussi appelée musique folk assyrienne, musique pop assyrienne ou musique syriaque (syriaque : ܡܘܣܝܩܝ ܣܦܝܢܘܬܐ ܐܬܘܪܝܬܐ/ܣܘܪܝܝܬܐ), est le style musical traditionnel des Assyriens qui comprend un large éventail de variétés stylistiques, qui engloberait également des fusions de genres occidentaux tels que la musique pop, électronique, latine, jazz et/ou classique, avec une base mélodique du folk assyrien. Les chansons assyriennes sont généralement longues et ont tendance à durer environ 5 minutes en moyenne.
La musique traditionnelle assyrienne se veut être le descendante de la musique de leurs anciens ancêtres du Mésopotamien supérieur qui a survécu dans la musique liturgique des églises syriaques. On retrouve également le folklore assyrien dans les makams traditionnels du Moyen-Orient. Il présente des similitudes avec d'autres musiques populaires de l'Asie occidentale, telles que la musique kurde, turque, persane et arménienne. Les chansons assyriennes sont généralement chantées en irakien Koine, une variété standard du néo-araméen assyrien. Cependant, les chansons plus anciennes avaient pour la plupart un dialecte urmien et la musique tribale-folk a tendance à contenir des dialectes tyari. Contrairement à la plupart des musiques occidentales, la musique assyrienne comprend des quarts de tons à mi-chemin entre les notes, souvent au moyen d'instruments ou de la voix humaine.
La musique pop moderne assyrienne est principalement une touche mineure, généralement en mode phrygien, et les thèmes tendent à se concentrer sur les problèmes de nostalgie, de mélancolie, de conflits et d’amour. Plus récemment, la musique de danse assyrienne a un rythme ou un rythme similaire à la musique jamaïcaine (voir riddim). Les solos sont courants dans la musique assyrienne et ils durent généralement longtemps. L'instrumentation est généralement arrangée avec un clavier et une batterie électronique, notamment lors de mariages ou de fêtes. Bien que de nombreuses formes de disques assyriens utilisent des instruments acoustiques et orchestraux tels que des cordes, des pianos, des saxophones et des violons.

## Histoire
La musique est omniprésente dans la scène du village. Un "musicien" n'est pas nécessairement un professionnel, quiconque peut chanter de quelque manière que ce soit est considéré comme un "chanteur". La plupart du temps, la musique est apprise à l'oreille et transmise comme une tradition orale. La musique de village peut être divisée en quatre groupes: la musique laïque locale non liée à des occasions spécifiques; musique fonctionnelle; musique religieuse et hymnes; musique adoptée d'autres régions
Voici quelques types de musique tribale assyrienne qui ont survécu à ce jour, en particulier dans les villages et les villes assyriennes du nord de l'Irak, du sud-est de la Turquie, du nord-ouest de l'Iran et du nord-est de la Syrie :

- Raweh : Un ancien chant mélodique qui met en vedette des voix gémissantes, généralement masculines. Raweh rappelle la voix qui résonne dans une vallée entre des montagnes.
- Zurna O Dawolah : Ce sont deux instruments de musique traditionnels, signifiant littéralement un tambour et une cornemuse (ou flûte). Ils sont joués ensemble, avec ou sans chant, dans de nombreuses cérémonies telles que les mariages, les réceptions et, bien que rarement, les funérailles.
- Diwaneh : chanté lors de rassemblements et de réunions; les paroles couvrent des aspects de la vie tels que le travail dans les champs, la persécution, la souffrance, la religion.
- Lilyana : Les chansons de mariage ne sont généralement chantées que par des femmes, surtout pour la mariée avant de la quitter pour se marier. Également chanté pour le marié la veille de son mariage par sa famille et ses proches.
- Tanbur : Un autre instrument de musique tribal, un instrument à cordes à long cou, provient de l'ancienne Assyrie. Il a été découvert sur une sculpture du sud de l'Irak, d'Ur à Akkad et à Ashur. Albert Rouel Tamraz était un célèbre chanteur assyrien irakien qui a joué de cet instrument et chanté de nombreuses chansons folkloriques accompagnées de tambours à main (tabla).